# Sulhi Garan
Sulhi Garan (né en 1916 à Constantinople et mort le 6 décembre 1962) était un arbitre turc de football qui fut international dès 1950. Il est le premier arbitre turc à officier dans une compétition internationale.

## Carrière
Il a officié das une compétition majeure : 
- JO 1960 (1 match)